# استدلال زبان خصوصی
استدلال زبانِ خصوصی ناظر است بر این ادعا که زبانی که تنها یک فرد آن را درمی‌یابد نامنسجم است. این استدلال را لودویگ ویتگنشتاین در آثار متأخر خود، به‌ویژه در کتاب پژوهش‌های فلسفی، طرح کرد. او در بند ۲۴۳ توضیح داده است: «واژه‌های منفرد این زبان قرار است به آنچه فقط برای شخص سخنگو می‌تواند دانسته باشد ارجاع دهند.» استدلال زبانِ خصوصی، در نیمهٔ دوم قرن بیستم، محور مباحثات فلسفی بود.
ویتگنشتاین در پژوهش‌ها استدلال‌های خود را در صورتی موجز و خطی عرضه نمی‌دارد، بلکه کاربردهای خاصی از زبان را وصف می‌کند و خواننده را به اندیشیدن دربارهٔ پیامدهای آن کاربردها برمی‌انگیزد. این روش به بروز اختلاف‌نظرهایی معتنابه دربارهٔ ماهیت استدلال و پیامدهای آن انجامیده و به صحبت کردن از استدلال‌های زبانِ خصوصی کشیده است.
تاریخ‌نگاران فلسفه سوابقی از استدلال زبانِ خصوصی را در منابع مختلف سراغ می‌دهند، به‌ویژه در آثار گوتلوب فرگه و جان لاک. لاک، همچنین، مدافع برجستهٔ دیدگاهی است که هدف این استدلال قرار دارد، چه اینکه او در کتاب خود، جستاری درخصوص فاهمهٔ بشری، این نظریه را پیش نهاد که مرجع یک کلمه ایده‌ای است که آن کلمه نمایانگر آن است.